# Bartolomeo Corsini (diplomatico)
Bartolomeo Corsini, I principe di Sismano e III marchese di Tresana (Firenze, 9 marzo 1683 – Napoli, 29 novembre 1752), è stato un nobile, politico e diplomatico italiano, viceré di Sicilia dal 1737 al 1747.

## Biografia
Appartenente a una delle più note casate fiorentine, nipote prediletto di papa Clemente XII e del cardinale Neri Corsini, entrò nell'entourage di Carlo III di Borbone e lo seguì a Napoli dove intraprese subito una brillante carriera come consigliere di Stato. Intimo di Bernardo Tanucci, Bartolomeo Corsini venne nominato viceré di Sicilia nel 1737, carica che mantenne fino al 1747. Fu marchese sovrano di Tresana (1705-1752) ed ottenne per primo nella sua casata il titolo di principe sul feudo di Sismano.

## Matrimonio e figli
Bartolomeo sposò la nobile Vittoria Altoviti, figlia di Giovanni Battista Altoviti e di sua moglie, Virginia Guicciardini. La coppia ebbe i seguenti figli:
- Filippo (1706-1767), II principe di Sismano
- Elisabetta (1709-?), sposò il conte Carlo Ginori
- Virginia (1710-?), sposò il conte Giovanni Niccolini
- Giovanni (1712-1784)

## Ascendenza
|                                            |                                       |                                                   | Genitori            |  |  | Nonni |  |  | Bisnonni                               |  |  | Trisnonni       |  |
|                                            |                                       |                                                   |                     |  |  |       |  |  | Filippo Corsini, I marchese di Sismano |  |  | Lorenzo Corsini |  |
|                                            |                                       |                                                   |                     |  |  |       |  |  | Filippo Corsini, I marchese di Sismano |  |  | Lorenzo Corsini |  |
|                                            |                                       | Marietta Rinuccini                                |                     |  |  |       |  |  | Filippo Corsini, I marchese di Sismano |  |  |                 |  |
| Bartolomeo Corsini, II marchese di Sismano |                                       |                                                   |                     |  |  |       |  |  | Filippo Corsini, I marchese di Sismano |  |  |                 |  |
|                                            |                                       | Maria Maddalena Machiavelli                       | Lorenzo Machiavelli |  |  |       |  |  |                                        |  |  |                 |  |
|                                            |                                       | Maria Maddalena Machiavelli                       | Lorenzo Machiavelli |  |  |       |  |  |                                        |  |  |                 |  |
|                                            |                                       | Maria Maddalena Machiavelli                       | Virginia Serragli   |  |  |       |  |  |                                        |  |  |                 |  |
| Filippo Corsini                            |                                       | Maria Maddalena Machiavelli                       |                     |  |  |       |  |  |                                        |  |  |                 |  |
|                                            |                                       | Giambattista Strozzi, I marchese di Forano        | Filippo Strozzi     |  |  |       |  |  |                                        |  |  |                 |  |
|                                            |                                       | Giambattista Strozzi, I marchese di Forano        | Filippo Strozzi     |  |  |       |  |  |                                        |  |  |                 |  |
|                                            |                                       | Giambattista Strozzi, I marchese di Forano        | Caterina Strozzi    |  |  |       |  |  |                                        |  |  |                 |  |
| Elisabetta Strozzi                         |                                       | Giambattista Strozzi, I marchese di Forano        |                     |  |  |       |  |  |                                        |  |  |                 |  |
|                                            |                                       | Maria Martelli                                    | Luigi Martelli      |  |  |       |  |  |                                        |  |  |                 |  |
|                                            |                                       | Maria Martelli                                    | Luigi Martelli      |  |  |       |  |  |                                        |  |  |                 |  |
|                                            |                                       | Maria Martelli                                    | Maria degli Albizzi |  |  |       |  |  |                                        |  |  |                 |  |
| Bartolomeo Corsini, I principe di Sismano  |                                       | Maria Martelli                                    |                     |  |  |       |  |  |                                        |  |  |                 |  |
|                                            | Carlo Rinuccini, marchese di Baselice | Pier Francesco Rinuccini                          |                     |  |  |       |  |  |                                        |  |  |                 |  |
|                                            | Carlo Rinuccini, marchese di Baselice | Pier Francesco Rinuccini                          |                     |  |  |       |  |  |                                        |  |  |                 |  |
|                                            | Carlo Rinuccini, marchese di Baselice | Virginia Ridolfi                                  |                     |  |  |       |  |  |                                        |  |  |                 |  |
| Pier Francesco Rinuccini                   | Carlo Rinuccini, marchese di Baselice |                                                   |                     |  |  |       |  |  |                                        |  |  |                 |  |
|                                            |                                       | Lucrezia Riccardi                                 | …                   |  |  |       |  |  |                                        |  |  |                 |  |
|                                            |                                       | Lucrezia Riccardi                                 | …                   |  |  |       |  |  |                                        |  |  |                 |  |
|                                            |                                       | Lucrezia Riccardi                                 | …                   |  |  |       |  |  |                                        |  |  |                 |  |
| Lucrezia Rinuccini                         |                                       | Lucrezia Riccardi                                 |                     |  |  |       |  |  |                                        |  |  |                 |  |
|                                            |                                       | Cosimo Riccardi, marchese di Chianni e di Rivalto | Francesco Riccardi  |  |  |       |  |  |                                        |  |  |                 |  |
|                                            |                                       | Cosimo Riccardi, marchese di Chianni e di Rivalto | Francesco Riccardi  |  |  |       |  |  |                                        |  |  |                 |  |
|                                            |                                       | Cosimo Riccardi, marchese di Chianni e di Rivalto | Maddalena Mannelli  |  |  |       |  |  |                                        |  |  |                 |  |
| Maddalena Riccardi                         |                                       | Cosimo Riccardi, marchese di Chianni e di Rivalto |                     |  |  |       |  |  |                                        |  |  |                 |  |
|                                            |                                       | Lucrezia Torrigiani                               | Raffaele Torrigiani |  |  |       |  |  |                                        |  |  |                 |  |
|                                            |                                       | Lucrezia Torrigiani                               | Raffaele Torrigiani |  |  |       |  |  |                                        |  |  |                 |  |
|                                            |                                       | Lucrezia Torrigiani                               | Camilla Guidacci    |  |  |       |  |  |                                        |  |  |                 |  |
|                                            |                                       | Lucrezia Torrigiani                               |                     |  |  |       |  |  |                                        |  |  |                 |  |